# イケメン彼女とヒロインな俺!?
『イケメン彼女とヒロインな俺!?』（イケメンかのじょとヒロインなおれ）は、斎創による日本の漫画作品。講談社とpixivが共同運営しているマンガアプリ「Palcy」で2019年10月22日に連載開始、隔週火曜日更新。
主にイラストレーターとして活動し、トレーディングカードゲームとのタイアップを中心に漫画家としての商業連載経験がある著者のオリジナル作品で、単著としては本作が初の単行本となる。
作者は執筆動機について「少女マンガに出てくる格好いい女の子が好きで、格好いい女の子が格好いいまま、かわいい話が描きたいなぁ……と思ったのが最初のきっかけだと思います。あと、かわいい男の子も好きなので、ギャップ萌えですね」と述べている。

## あらすじ
一之瀬春馬は幼稚園の頃からイケメンで女子にモテるのが自慢の男子高校生。ところが、高校へ進学して同じクラスになったボーイッシュで高身長、気配り上手な最上由希に女子の人気が集中し、影が薄くなってしまったことで彼女に一方的なライバル意識を持ってしまう。
一挙一動がいちいち格好良く決まる“イケメン女子”の由希と、事あるごとに張り合おうとしながらも上手く胸の内を伝えられない春馬の関係は友人の三好たち周囲をやきもきさせっぱなし。果たして2人に平穏の日々は訪れるのだろうか?

## 登場人物
一之瀬 春馬（いちのせ はるま）
主人公。高校2年生で、幼稚園の頃から自他共に認めるイケメンで女子の人気を独占していた。進学した高校で“イケメン女子”の由希と同じクラスになったため存在感が薄くなり、一方的なライバル意識を燃やしている。彼女のことを意識し過ぎる余り、惚れているのがツンデレ全開の態度でバレバレのため、周囲から「ヒロイン系男子」扱いされているのを気にしている。
最上 由希（もがみ ゆき）
ヒロイン。ボーイッシュで180cmを超える高身長に気配り上手な性格と春馬を圧倒するイケメンぶりからクラスの女子人気を一身に集めている。最初のうちは嫉妬から絡んで来ていた春馬に片思いされているが、周囲のちょっかいを意に介するでもなく「クラスの友人の1人」として接している。
三好（みよし）
春馬の友人で、身長が低いのを気にしている。春馬と由希のカップル成立を蔭ながら応援しているが、なかなか関係が進展しないことにじれったさを感じてもいる。
友田（ともだ）
由希の友人で、ツインテールの少女。春馬が由希を映画に誘った時に、三好を交えてのダブルデートに加わっていた。
二階堂（にかいどう）
由希の兄の親友で、前任者が産休のため春馬たちのクラス担任になった男性教諭。初対面から春馬が由希に片思いしていることに気付いており、面白がってちょっかいを出してくる。

## 書誌情報
- 斎創『イケメン彼女とヒロインな俺!?』 講談社〈KCマガジンエッジ〉、既刊3巻（2022年11月16日現在）
  1. 2020年3月17日初版発行（同日発売[3][4]）、ISBN 978-4-06-518900-9
  2. 2021年3月17日初版発行（同日発売[5]）、ISBN 978-4-06-522669-8
  3. 2022年11月16日初版発行（同日発売[6]）、ISBN 978-4-06-529871-8